# Tsodilo
Tsodilo est un site archéologique du Botswana inscrit en 2001 sur la liste du patrimoine mondial. Il est localisé dans le district du Nord-Ouest, à cheval sur la zone tampon du site du delta de l'Okavango.
Il contient une des concentrations de peintures rupestres les plus importantes au monde, avec près de 4 500 peintures sur roche dans une zone d'approximativement 10 km² dans le désert du Kalahari, ce qui fait qu'on le surnomme parfois le « Louvre du désert ».
Le site a été peuplé durant 100 000 ans ; ses peintures rupestres ne sont pas formellement datées mais les plus anciennes pourraient remonter à 2000 av. J.-C.
En 2007, une fouille menée par des chercheurs de l'université d'Oslo a dévoilé un lieu rituel spécifique associé au python (animal sacré dans le mythe de la création du peuple San) datant d'environ 70 000 ans. Ceci ferait de Tsodilo l'un des plus anciens sites rituels au monde. L'équipe a également découvert plus de 13 000 artefacts, entre fers de lance et des artefacts rituels, ainsi que des outils utilisés pour sculpter la pierre. 
Le site devint une zone protégée en 1934 sous le Bushman Relics Act. Depuis 2001, Tsodilo est inscrit dans la liste des sites protégés par la loi des monuments et des reliques du Botswana.
C'est un témoignage de l'évolution des peuples locaux qui vénèrent toujours l'endroit comme un lieu habité par des esprits.